# Джакыпов, Кычан
Кычан Джакыпов (Жакып уулу Дуйшеке; 1919—1933) — пионер-герой Киргизской ССР.

## Биография
Родился в 1919 году. Жил в ауле Социалчи (ныне — село имени Доктурбека Курманалиева, Ысык-Атинский район) неподалёку от города Фрунзе.
Помогал колхозникам своего села, выступал против антисоветской агитации местного муллы. Подвиг Кычана Джакыпова заключается в том, что в период становления Советской власти в Киргизии, он не побоялся сообщить милиции о бандитской группе в своём родном селе.
По наводке Кычана бо́льшая часть банды была арестована, лишь один из бандитов смог скрыться. Спустя несколько месяцев оставшийся на свободе преступник отомстил Кычану, зарезав мальчика в поле у села.
Часто Кычана Джакыпова называют «киргизским Павликом Морозовым», с той лишь разницей, что Кычан сдал властям не членов своей семьи, а местных бандитов.

## Память
- В СССР был выпущен плакат Кычана Джакыпова и открытка[1] из серии пионеров-героев.
- Также его изображение было размещено на спичечных коробках серии «Слава юным героям!»[2]
- Писатель Шукурбек Бейшеналиев написал в 1983 году о нём рассказ «Кычан» из серии «Юные герои» издательства «Молодая гвардия».